# Mezona mwinilungae
Mezona mwinilungae är en tvåvingeart som beskrevs av Albany Hancock 1987. Mezona mwinilungae ingår i släktet Mezona och familjen bredmunsflugor.
Artens utbredningsområde är Zambia. Inga underarter finns listade i Catalogue of Life.